# Hugh Roddin
Hugh Joseph Roddin (Musselburgh, East Lothian, 10 de març de 1887 - Nova York, 3 de març de 1954) va ser un boxejador escocès que va competir a primers del segle xx. Fou el primer escocès a aconseguir una medalla en boxa.
Roddin s'inicià a la boxa de la mà de Charles Cotter i ben aviat obtingué els títols escocesos del pes ploma de 1907 i 1908. El 1908 va prendre part en els Jocs Olímpics de Londres, on guanyà la medalla de bronze de la categoria del pes ploma del programa de boxa, en perdre en semifinals contra Charles Morris.
Poc després es traslladà a viure als Estats Units, alhora que es convertia al professionalisme, amb un palmarès de 23 victòries i cap derrota.